# Gustave De Smet
Gustave De Smet (Gante, 21 de Janeiro de 1877 — Deurle-sur-Lys, 8 de Outubro de 1943) foi um pintor belga.
Foi um dos renovadores da pintura flamenga. Até 1914 pintou quadros de estilo impressionista e neo-impressionistas e, posteriormente, cultivou o expressionismo, criando um estilo em que simplificou as formas, a cor e o desenho.

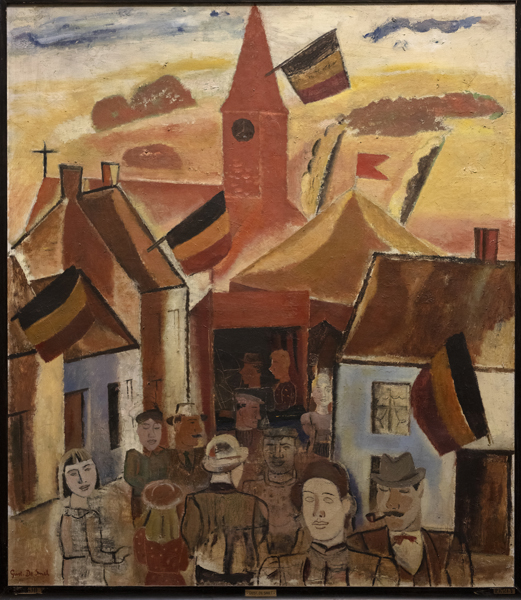
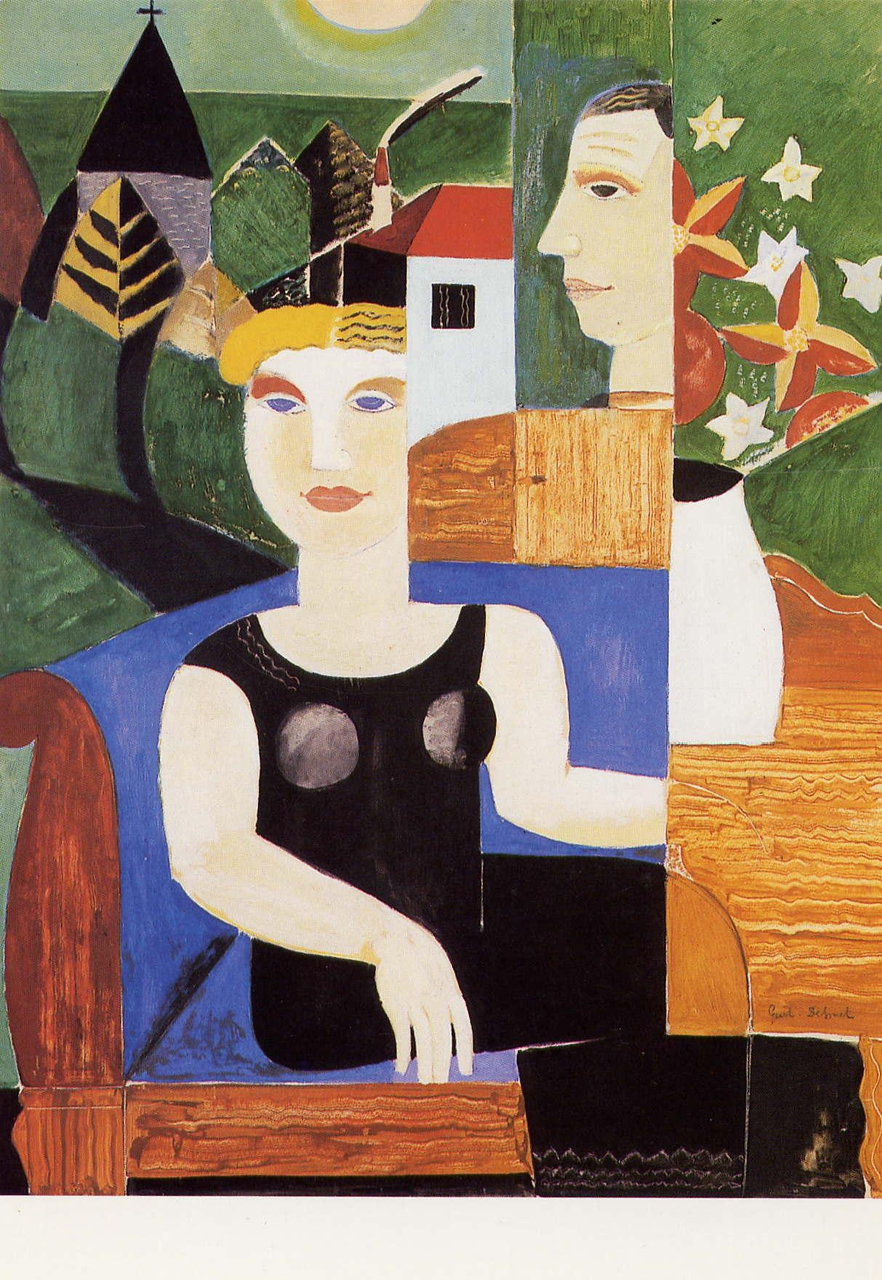
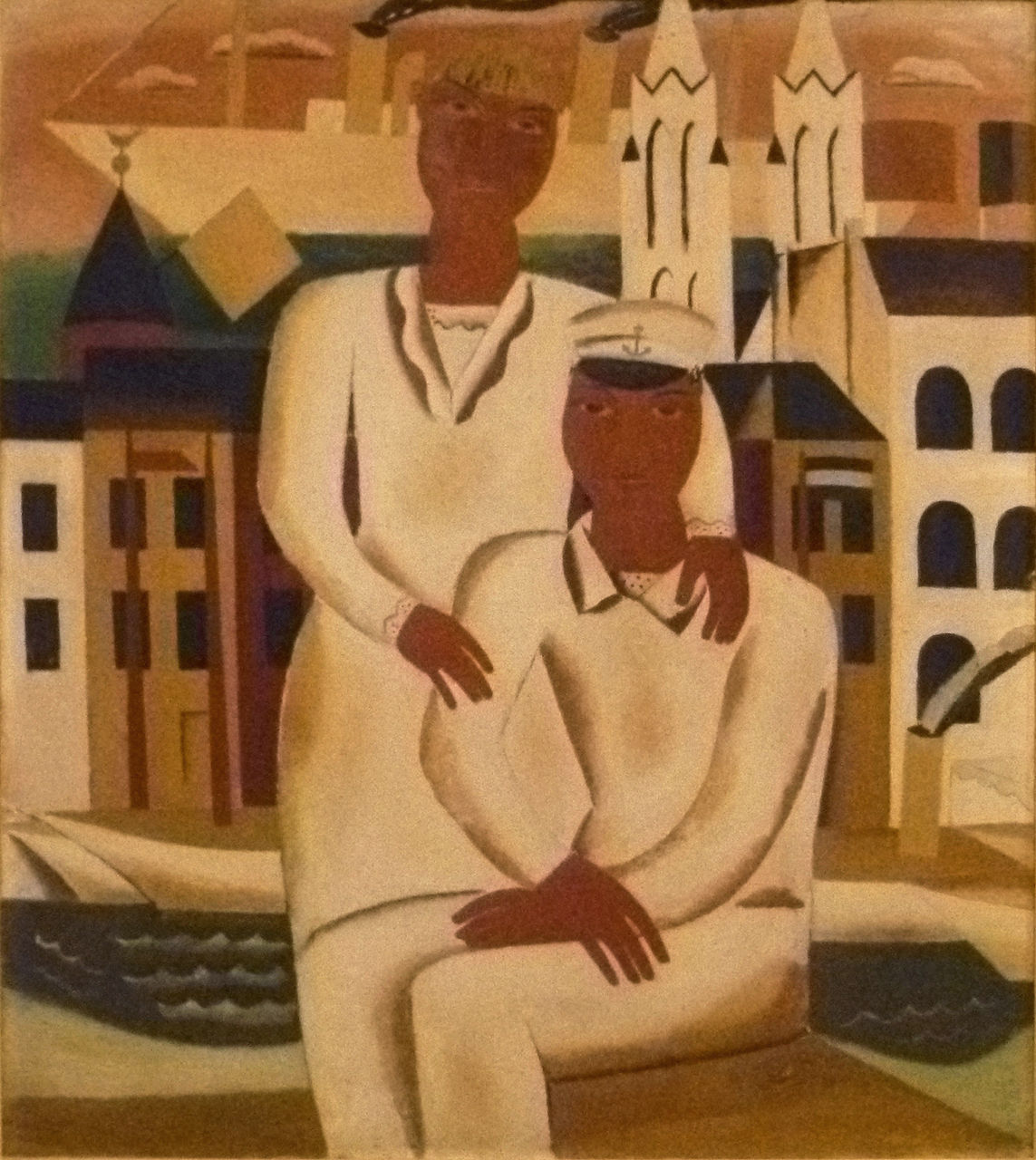